# Bucaea simplex
Bucaea simplex är en fjärilsart som beskrevs av Walker 1864. Bucaea simplex ingår i släktet Bucaea och familjen björnspinnare. Inga underarter finns listade i Catalogue of Life.